# Lluís de Yzaguirre i Maura
Lluís de Yzaguirre i Maura   (Barcelona, 1955) és un lingüista català. Doctor en filologia catalana per la Universitat de Barcelona, és investigador i professor de la Universitat Pompeu Fabra i director del Laboratori de Tecnologies Lingüístiques (LATEL). Ha publicat estudis sobre diversos aspectes de la llengua catalana, especialment en àmbits de la terminologia, els corpus lingüístics, l'ortoèpia i els drets lingüístics, però també
sobre la relació amb les TIC i la Història. Dins aquesta darrera àrea ha estudiat les interferències fonològiques del català en els escrits autògrafs de Cristòfor Colom i la presència de lèxic d'origen català en el maltès. Dins el camp de la internet catalana ha promogut diverses iniciatives, com ara la campanya «Indexem en català», i ha creat la llista de mots que fan servir els cercadors per a detectar les pàgines en llengua catalana.
Lluís de Yzaguirre és membre fundador del Grup Koiné i de Llengua i República que presideix des de l'any 2020. Conegut esperantòfon i aficionat a l'Scrabble (el 2019 en guanyà el campionat mundial en català), ha escrit, juntament amb Oriol Comas, el diccionari oficial de l'Scrabble en català, editat per Enciclopèdia Catalana.

## Biografia
L'any 1971 obtingué el títol de professor de català de la JAEC d'Òmnium Cultural i feu classes per mitjà d'aquesta entitat en diferents centres docents en el període 1972-1980. Com a resultat d'aquesta experiència fou coautor de llibres per a EGB de l'editorial Vicens Vives.
El 1978 va entrar de professor ajudant a la Universitat de Barcelona, on un cop fix va dirigir la implantació d'aules informàtiques i centres d'autoaprenentatge i va dissenyar una estratègia per a catalanitzar tota la documentació administrativa fent servir macros, en una època en què els tractaments de textos encara no disposaven de plantilles. El 1995 va passar al Departament de Traducció i Filologia de la Universitat Pompeu Fabra, on ha col·laborat en projectes de l'Institut de Lingüística Aplicada (IULA) com ara el Corpus Tècnic, l'Observatori de Neologia o el ForensicLab. És el principal artífex de la plataforma d'assessorament ortològic reSOLC-mitjansCat, destinada a orientar els professionals de la llengua oral sobre la fonètica normativa del català estàndard.
El 2004, Lluís de Yzaguirre fou víctima d'una agressió per part d'un vigilant jurat a l'estació de Badalona pel fet d'haver-li demanat que se li adrecés en català. Lluny d'obtenir-ne cap disculpa, fou demandat per agressions pel mateix vigilant i condemnat a pagar multes i indemnitzacions.
El 2014 participà en la fundació del Grup Koiné i el 2016, en la de l'associació Llengua i República. El 2021 coordinà i edità l'obra coral sobre el Manifest Koiné, Llengua i República, El Manifest Koiné argumentat (Nexum Edicions).

## Internet
La seva campanya «Indexem en català» (1997), que encoratjava els webmasters a incloure metadades a les pàgines web indicant que eren en català (concretament, es tractava d'incloure-hi el metaname 'català'), va permetre començar a comptabilitzar aquesta llengua a la xarxa. Més tard, De Yzaguirre va crear la fórmula que va permetre que els primers cercadors AltaVista o Google localitzessin pàgines en català encara que no tinguessin aquelles metadates. Es tractava d'un filtre que consistia a cercar fent servir una sintaxi determinada: +(paraula)+és+(dels quan què). Quan el cercador trobava la paraula desitjada, comprovava si a la mateixa pàgina web hi figurava també l'expressió 'és' i, com a mínim, una de les paraules 'dels', 'quan' o 'què'; si això es complia, volia dir que la pàgina era en català. Ambdues iniciatives varen tenir un gran ressò al seu moment després de ser difoses pel programa de ràdio L'internauta.
Lluís de Yzaguirre va crear també una llista de mots buits del català per als cercadors, la qual serveix per a detectar que un document és en català i, alhora, per a negligir totes les paraules gramaticals i altres mots buits a l'hora de generar índexs.

## Obra publicada
La llista següent és una tria resumida de les seves publicacions:
- Influència de l'ús de la llengua primera com a llengua vehicular en l'ensenyament: plantejaments, reflexions i resultats (Tesi dirigida per Antoni Maria Badia i Margarit), 1980
- L'estructura sil·làbica del català central (Tesi doctoral dirigida per Joaquim Rafel i Fontanals), 1990
- Diccionari oficial de l'Scrabble® en català (amb Oriol Comas), 2000
- Diccionari ortològic català (coautor), 2000
- Parlant de llengua amb nens i nenes (coautor), 2006
- Grup Koiné: Llengua i República, El Manifest Koiné argumentat (editor), 2021